# BIZ-TV
«BIZ-TV» — закритий супутниковий і кабельний музичний канал в Україні та закритий ефірний телеканал в Росії.

## BIZ-TV Україна

### Історія
Майбутній канал «BIZ-TV» виник у 1995 році як музична продакшн-студія, яка була дочірнім проектом однойменної московської компанії Бориса Зосімова. 
Студія виходила в ефірі телеканалів «TV Табачук» (7 київський канал, 1997—1998), «СТБ» (з 21 грудня 1998 по 31 березня 2002 року) і «ТЕТ» (з 29 квітня 2002 по 23 квітня 2004 року) для яких готувала, по суті, повноцінні блоки музичних програм — такий собі «музичний канал на каналі», з ведучими, кліпами, музичними новинами. Також для телеканалу «Інтер» студія виготовляла програму «Прокинься і співай», що йшла з 8
березня 1998 по 24 грудня
2006 року.
Сама ж компанія «BIZ-TV» стала місцем, де спалахнули зірки багатьох діячів вітчизняного музичного телебачення та шоу-бізнесу. Зокрема, свого часу відіджеєм (ведучою музичних блоків) на «BIZ-TV» працювала відома нині співачка Альона Вінницька.
З 26 квітня 2004 до середини 2006 року «BIZ-TV» замість окремих блоків своїх передач починає виготовляти для каналу «ТЕТ» нічну програму «Хіт-ТБ» (пізніше переіменовану на «Хіт-актив»).  
У травні 2007 року на базі студії «BIZ-TV» було створено повноцінний супутниково-кабельний музичний телеканал. 
30 січня 2013 року Національна рада України з питань телебачення і радіомовлення переоформила ліцензію ТОВ «Віакор» на супутникове мовлення, телеканал змінив назву з «BIZ-TV» на «Peopleair TV», але в ефірі мовив з обома логотипами одночасно.
23 січня 2016 року канал «Peopleair TV» припинив мовлення, через що суд 29 вересня анулював ліцензію каналу за позовом Нацради, хоча строк дії оскаржуваної ліцензії завершився 18 травня 2016 року, і компанія не подавала заяви про продовження.

### Наповнення
«BIZ-TV» не притиримувався певного музичного жанру — в ефірі одна за одною могла вийти як класика року, так і сучасна попмузика, а слідом за нею нью-метал. Але цей смисловий вінегрет мав свою структуру, як на радіо: «актуальне», «альтернатива» і «класика». У той час такий підхід відрізняв «BIZ-TV» від інших музичних телеканалів, які в своїй більшості пускали в ефір тільки нову попмузику. Крім того, в ефірі «BIZ-TV» були також новини про артистів, їхні альбоми, а також подорожі в минуле музики.

### Програми
- BIZ-TV NON-STOP
- BIZхмарний ранок
- BIZмежні хіти
- Своя сорочка
- Каприз
- Українська двадцятка
- BIZ-TV Disco
- BIZ-TV Новини
- Строката куля
- Музичні старості
- Афіша

## BIZ-TV Росія
1 січня 1993 року в Росії Борисом Зосімовим була заснована телекомпанія «BIZ-TV», програми якої виходили на телеканалі 2x2 у форматі «міні-телеканалу», для трансляції якого в сітці мовлення було виділено спеціальні постійні таймслоти. Спочатку на 2x2 виходила тільки програма «Новини BIZ-TV». 
З 12 січня 1995 року «BIZ-TV» виходив щоденно — чотири рази на день, в прямому ефірі та в записі.
З 1 квітня по 25 вересня 1998 року після зникнення телеканалу 2x2 програми «BIZ-TV» стали виходити на окремих каналах у Москві, Петербурзі та інших містах. Також передачі з логотипом «BIZ-TV» виходили на московському телеканалі «Телеекспо» (ранкові та нічні передачі). Мовлячи на одному каналі у ранковий та нічний час і на іншому — у денний та вечірній, «BIZ-TV» став фактично являти собою прообраз майбутнього «MTV Росія» — у сітці мовлення були широко представлені віджей-блоки, новини, музичні кліпи, хіт-паради, шоу, інтерактиви.

## Записи ефіру
| Зовнішні відеофайли                                                                                   |
| --- |
| 1. Заставка Biz-TV - Bomfunk MC's                                                                     |
| 2. Заставки BIZ-TV (СТБ, 1999)                                                                        |
| 3. Заставка, СТБ                                                                                      |
| 4. Заставка BIZ-TV (1996-2000)                                                                        |
| 5. Biz-TV - фрагменти кліпів, заставок, студії на СТБ, TV-Табачук, 2x2, Телеекспо, Інтер (90-ті роки) |
| 6. BIZ-TV на СТБ - ведуча Альона Вінницька (1999)                                                     |
| 7. Biz-Парад + Заставка (31 травня 1998, TV Табачук)                                                  |
| 8. Scorpions у Києві (фрагмент BIZ-TV на TV-Табачук (Київ), 1997)                                     |
| 9. Фрагмент мовлення BIZ-TV на СТБ, 2000 р.                                                           |
| 10. Фрагмент хіт-параду BIZ-TV "Alta Chart" (ТЕТ, 2003)                                               |
| 11. BIZ-TV - музична реклама + фрагмент "Музичні старості" (ТЕТ, 2003)                                |
| 12. Музичні новини Biz-TV (ТЕТ, 2003)                                                                 |
| 13. інтерв'ю гурту «Агата Крісті» для BIZ-TV (СТБ, 24.12.1998)                                        |
| 14. Biz-TV з Русланою Фадєєнко, 1. (СТБ, 1999)*                                                       |
| 15. Biz-TV з Русланою Фадєєнко, 2. (СТБ, 1999)*                                                       |
| 16. Biz-TV з Русланою Фадєєнко, 3. (СТБ, 1999)*                                                       |
| 17. Biz-TV з Русланою Фадєєнко, 4. Гості студії - гурт "Танцы минус". (СТБ, 1999)*                    |
| 18. Biz-TV з Русланою Фадєєнко, 5. Новини (СТБ, 1999)*                                                |
| 19. Biz-TV з Русланою Фадєєнко, 6. BIZхмарний ранок (СТБ, 1999)*                                      |
| 20. Biz-TV з Русланою Фадєєнко, 7. (СТБ, 1999)*                                                       |
| 21. Biz-TV з Русланою Фадєєнко, 8. BIZхмарний ранок (СТБ, 1999)*                                      |

* - Записи з чорно-білим зображенням.